# Texas switch
El Texas Switch és una tècnica cinematogràfica que permet un canvi subtil entre un doble d'acció i un actor mitjançant un moviment de càmera o la posada en escena.
L'ús d'aquesta tècnica ofereix un major realisme en les escenes, podent així prescindir d'efectes visuals realitzats per ordinador que empitjorarien el resultat final. El Texas Switch preserva l'autenticitat de la història.

## Exemples
Escenes d'acció
Existeixen un gran nombre de cintes que fan ús d'aquesta tècnica.
Podem veure-la en pel·lícules d'acció com Des de Rússia Amb Amor, segona de les pel·lícules de l'Agent 007 amb Sean Connery com a protagonista. En aquesta escena, James Bond està sent perseguit per un helicòpter. El doble d'acció salta darrere d'una roca, en la qual està amagat l'actor britànic, que apareix després del canvi.
És un gran recurs per preservar la versemblança de l'escena.
S'observa un cas similar en l'escena inicial de The Place Beyond the Pines, en què després d'un llarg pla seqüència de Ryan Gosling caminant d'esquena, es munta en una motocicleta per realitzar unes acrobàcies. No obstant això, el que realitza aquestes acrobàcies és el seu doble d'acció, amb qui fa el canvi fora de camp després d'un subtil moviment de càmera.
Escenes comèdiques
El Texas Switch ha estat també utilitzat com a element comèdic en pel·lícules com Agafa-ho Com Puguis, parodiant així les exagerades escenes d'acrobàcies en pel·lícules del gènere policíac.